# Liriomyza coronillae
Liriomyza coronillae är en tvåvingeart som beskrevs av Pakalniskis 1994. Liriomyza coronillae ingår i släktet Liriomyza och familjen minerarflugor.
Artens utbredningsområde är Litauen. Inga underarter finns listade i Catalogue of Life.